# Drosera linearis
Drosera linearis, es una especie de planta carnívora perteneciente a la familia de las droseráceas, nativa de la Región de los Grandes Lagos de Norteamérica, en Canadá y los Estados Unidos, como en Míchigan.

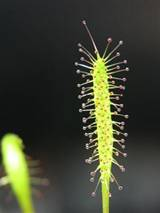
Detalle de la planta

## Descripción
Drosera linearis es una planta perenne, herbácea que alcanza un tamaño de 2 a 5 centímetros de largo, tallos verticales sin peloa y aplanadoa de 3,5 a 6 mm de largo y 2 mm de ancho, lineares láminas foliares lineares. Con una o dos inflorescencias que alcanzan una altura de 5 a 12 centímetros y puede llevar hasta ocho flores. Las semillas son negras de oblongas a ovado-invertidas.

## Taxonomía
Drosera linearis fue descrita por John Goldie y publicado en Edinburgh Philosophical Journal 6(12): 325. 1822.
Etimología
Drosera: tanto su nombre científico –derivado del griego δρόσος [drosos]: "rocío, gotas de rocío"– como el nombre vulgar –rocío del sol, que deriva del latín ros solis: "rocío del sol"– hacen referencia a las brillantes gotas de mucílago que aparecen en el extremo de cada hoja, y que recuerdan al rocío de la mañana.
linearis: epíteto latino que significa "lineal".